# Wahnesia ephippiata
Wahnesia ephippiata is een libellensoort uit de familie van de Argiolestidae, onderorde juffers (Zygoptera).
De wetenschappelijke naam van de soort werd voor het eerst geldig gepubliceerd in 1956 als Argiolestes ephippiatus door Maurits Lieftinck.